# Municipio Marqués de Comillas
Koordinaten: 16° 16′ N, 90° 39′ W
Marqués de Comillas ist ein Municipio im Osten des mexikanischen Bundesstaats Chiapas. Das Municipio hat 9.856 Einwohner und eine Fläche von 912,4 km². Verwaltungssitz und größter Ort des Municipios ist Zamora Pico de Oro.

## Geographie
Das Municipio Marqués de Comillas liegt im Osten des mexikanischen Bundesstaats Chiapas auf Höhen zwischen 100 m und 300 m. Es zählt zur Gänze zur physiographischen Provinz der Sierra Madre de Chiapas und liegt gänzlich in der hydrologischen Region Grijalva-Usumacinta. Die Geologie des Municipios wird zu 49 % von Alluvionen bestimmt bei 48 % Sandstein-Lutit; vorherrschende Bodentypen sind Luvisol (41 %), Gleysol (20 %), Umbrisol (14 %) und Vertisol (12 %). Knapp drei Viertel der Gemeindefläche sind bewaldet, knapp ein Viertel dient als Weideland.
Das Municipio Marqués de Comillas grenzt an die Municipios Maravilla Tenejapa, Ocosingo und Benemérito de las Américas sowie an die Republik Guatemala.

## Bevölkerung
Beim Zensus 2010 wurden im Municipio 9856 Menschen in 1901 Wohneinheiten gezählt. Davon wurden 4051 Personen als Sprecher einer indigenen Sprache registriert, darunter 1687 Sprecher des Tzeltal, 755 Sprecher des Chol, 581 Sprecher des Tzotzil und 484 Sprecher des Zoque. Gut 24 Prozent der Bevölkerung waren Analphabeten. 2768 Einwohner wurden als Erwerbspersonen registriert, wovon über 91 % Männer bzw. 1,2 % arbeitslos waren. Gut 48 % der Bevölkerung lebten in extremer Armut.

## Orte

Lage der wichtigsten Orte im Municipio Marqués de Comillas

Das Municipio Marqués de Comillas umfasst 28 bewohnte localidades, von denen nur der Hauptort vom INEGI als urban klassifiziert ist. Fünf Orte wiesen beim Zensus 2010 eine Einwohnerzahl von über 500 auf, drei Orte hatten weniger als 100 Einwohner. Die größten Orte sind:
| Ort                | Einwohner |
| Zamora Pico de Oro | 1734      |
| Emiliano Zapata    | 1082      |
| Quiringuicharo     | 0948      |